# 堺
堺（さかい）は、大阪湾に面し、大阪市（大坂）の南に位置する都市（「堺市」も参照）。また、その市街地を中心とする政令指定都市。
地名は、方違神社付近がかつて摂津国・河内国・和泉国の3国の「境（さかい）」であったことに由来する。市街地はその西方に形成され、大小路通を境に摂津国住吉郡と和泉国大鳥郡に跨っていた。

## 概要

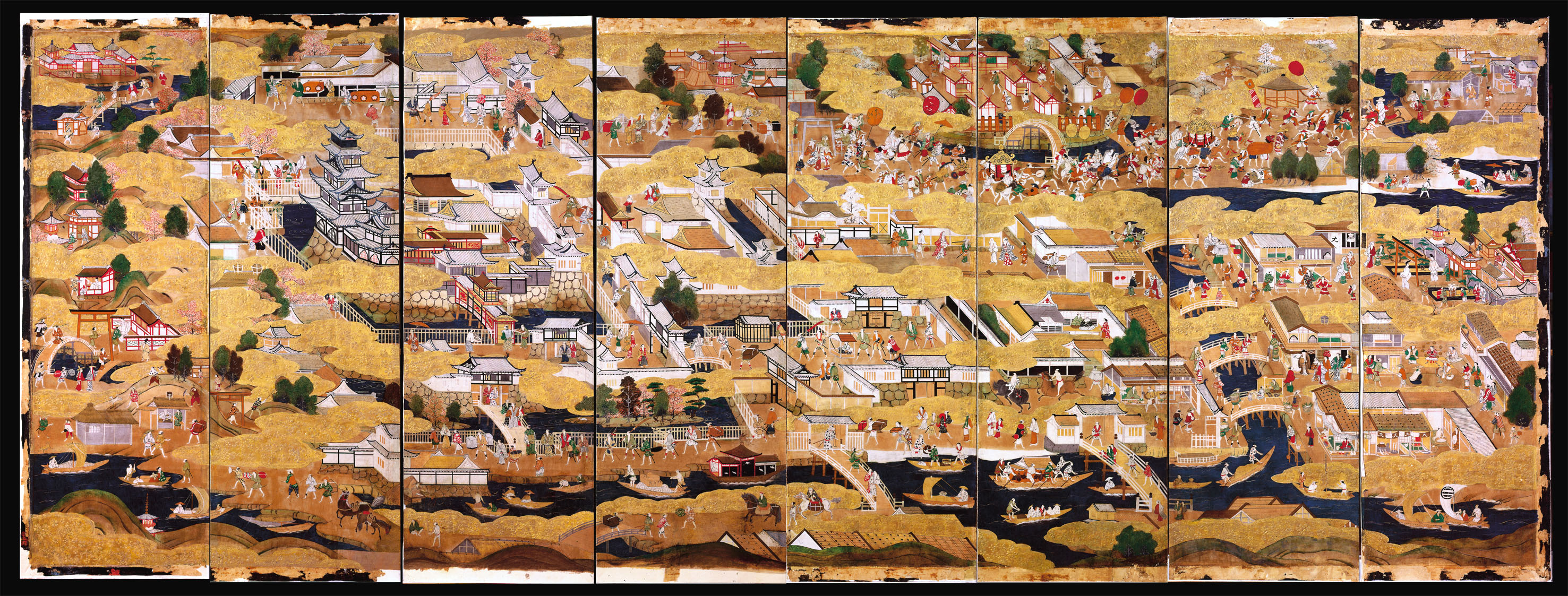
豊臣期大阪図屏風。右上隅に堺が描かれている。

中世に貿易港として発展し、栄華を極めた。三津七湊。戦国時代には環濠都市となり会合衆と呼ばれる有力商人たちにより自治的な都市運営が行われた。
ガスパル・ヴィレラは『耶蘇会士日本通信』の永禄4年(1561年)8月17日付け書簡に「堺の町は甚だ広大にして大なる商人多数あり。この町はベニス市の如く執政官によりて治めらる」、また1562年の報告書の中では、「他の諸国において動乱あるも、この町にはかつてなく敗者も勝者もこの町に在住すれば、皆平和に生活し、諸人相和し、他人に害を加えるものなし。町は甚だ堅固にして、西方は海を以て、また他の側は深き堀を以て囲まれ、常に水充満せり」と書いたことで「東洋のベニス」と海外から注目され、1598年のアブラハム・オルテリウスの日本地図の中にも、Sacay(堺)という名前が記され、Meaco(都=京都)とともに知られる主要都市だった。
1569年入京していた織田信長が2万貫の矢銭と服属を要求、それまで軍事的な後ろ盾であった三好三人衆（三好長逸・三好宗渭・岩成友通）が信長に敗退していたため要求を呑み、信長は以前より堺を構成する堺北荘・堺南荘にあった幕府御料所の代官を務めてきた堺商人・今井宗久の代官職を安堵して自らの傘下に取り込むことで堺の支配を開始、翌元亀元年（1570年）4月頃には松井友閑を堺政所として派遣し、松井友閑ー今井宗久（後に津田宗及・千利休が加わる）を軸として堺の直轄地化を進めた。
信長の死後は豊臣秀吉の傘下となり、1586年に秀吉によって環濠が埋められ、大坂夏の陣では豊臣方の大野治胤によって火を放たれ全焼した（堺焼き討ち）。元和偃武後すぐに徳川氏によって復興された堺市街は以前より一回り大きくなり、環濠も復活した。1704年の大和川の付け替えによって、もともと遠浅だった堺港に大量の土砂が流入して港湾機能が完全に失われたが、寛政年間（1789年 - 1801年）に吉川俵右衛門らの尽力によって場所を変えて復興されている。
中世の堺の町が描かれたものとして、「住吉祭礼図屛風」（堺を描いた最古の屏風。17世紀前半）、「厳島・住吉祭礼図屛風」、「摂津国名所港津図屛風」、「天橋立・住吉社図屛風」、「豊臣期大阪図屏風」などがある。

### 堺市街地
古くは中世の自治都市で、堺市堺区の市街地。環濠の名残りである内川・土居川に囲まれて広がる。現在は大阪市街地まで連続的に市街地が形成されている。
町割は南北に細長い短冊型。南北幅は基本的に60間だが、南北両端は半端になっており、南半町が38.5間、北半町が18.5間となっている。南北方向の道路は、4.5間幅の大道筋を基幹に、東西ともに2間幅の裏筋と3間幅の表筋が交互に配され、表筋は大浜筋・中浜筋・山口筋・大工町筋など、裏筋は五貫屋筋・浜六間筋・西六間筋・東六間筋・十間筋などにあたる。東西幅は16 - 23間とばらつきがある。東西方向の道路は、5間幅の大小路通を基幹に、3間幅の通が配されている。町組については大小路通を境に北組と南組に分かれ、それぞれ浜筋・中浜筋・大道筋・山口筋・東筋・農人町筋の計12の組合が形成されていた。

### 堺区
堺市にある行政区。現在の「堺区」は、堺市の政令指定都市への移行により設置された。堺市の市役所も商業の中心も、中区ではなく堺区に存在する。

### 堺市
大阪府中部に位置する市。政令指定都市。大阪市に隣接し、圏域総生産が世界第3位の京阪神大都市圏はもちろん、人口1000万超の大阪都市圏に含まれる。